# Діаграма Мор О'Феррала — Дженкса
Діагра́ма Мор О'Фе́ррала— Дже́нкса (рос. диаграмма О'Феррала — Дженкса, англ. More O'Ferrall — Jencks plot) — унаочнення поверхні потенціальної енергії реагуючої системи як функції двох вибраних координат. Використовується для аналізу впливу структури на геометрію перехідного стану узгоджених та поетапних процесів.
Вважається, що структурні зміни впливають на коливальні моди перехідного стану, викликаючи зміни його геометрії. Зміни вздовж координати реакції (в напрямку реактантів чи продуктів) приводять до змін, що узгоджуються з принципом Геммонда. Структурні зміни в перпендикулярному до координати реакції напрямку спричиняють зміни, протилежні до передбачуваних принципом Геммонда.